# Shlohmo
Ге́нри Ла́уфер (англ. Henry Laufer; род. 3 января 1990, Лос-Анджелес, Калифорния, США) — музыкант, диджей, продюсер электронной музыки, более известный под псевдонимом Shlohmo.

## Карьера
Начал писать музыку в возрасте 14 лет. К 17 годам создавал музыку в стиле Flying Lotus, J-Roc и Ras G. Когда Генри учился в старших классах, он стал одним из основателей платформы Wedidit Collective для бесплатного обмена музыкой с единомышленниками. В 2011 выпустил свой дебютный альбом Bad Vibes. В 2012 музыкант выпускает Vacation EP, а в 2013 the Laid Out EP. Также в 2012 году Shlohmo сделал ремикс на песню Jeremih «Fuck U All the Time».
Shlohmo работает со стилями indie, hip-hop, R&B и делает ремиксы для таких исполнителей как Lianne La Havas, LOL Boys, Jeremih and the Weeknd. Сотрудничает с радиостанциями BBC Radio 1 и dublab.

## Дискография

#### Альбомы
- Bad Vibes (2011)[3]
- Dark Red (2015)[4]
- The End (2019)

#### Мини-альбомы
- Shlo-Fi (2009)
- Beat CD 09 (2010)
- Shlomoshun (2010)
- Camping (2010)
- Fine, Thanks (2011)
- Places (2011)
- Vacation (2012)
- Laid Out (2013)
- No More (2014) (with Jeremih)

#### Ремиксы
- Robot Koch — «Gorom Sen (Shlohmo Remix)» from Death Star Droid Remix EP (2010)
- Gonjasufi — «Change (Shlohmo Remix)» from The Caliph’s Tea Party (2010)
- Comfort Fit — «Sky Raper (Shlohmo Remix)» (2010)
- Salva — «Yellobone (Shlohmo + 2KWTVR Remix)» from Yellobone (2011)
- Tomas Barfod — «Broken Glass (Shlohmo Remix)» (2011)
- Lianne La Havas — «Forget (Shlohmo Remix)» (2012)
- LOL Boys — «Changes (Shlohmo Remix)» from Changes (2012)
- Flume — «Sleepless (Shlohmo Remix)» (2012)
- Ryan Hemsworth — «Colour & Movement (Shlohmo Remix)» from Last Words (2012)
- Haerts — «Wings (Shlohmo Remix)» (2013)
- Perera Elsewhere — «Light Bulb (Shlohmo Remix)» (2014)
- Laura Mvula — «She (Shlohmo Remix)» (2014)
- Tory Lanez — «Say It (Shlohmo Remix)» (2016)
- Gucci Mane — «Hot (Shlohmo Remix)» (2016)
- Shlohmo & Jeremih  — «Fuck You All The Time Remix» (2014)